# Jakovlje u NOB
Jakovlje je 1940-ih bilo selo u kotaru Donja Stubica iz kojeg su mladi siromašni mladići odlazili na rad u obližnji Zagreb. Među njima bili su Marko Belinić i Ivan Krkač, koji su bili značajni za organizaciju Narodnooslobodilačke borbe u svom kraju. Ivan Krkač je već 1938. godine osnovao u Jakovlju Odbor Stranke radnog naroda, koji je dvije godine kasnije, u proljeće 1940., postao partijska organizacija Saveza komunista Jugoslavije (on je bio prvi sekretar). U listopadu 1940. osnovan je Općinski komitet za općine Pušću i Bistru, a Ivan Krkač je izabran za člana tog komiteta.
Njegov sumještan Marko Belinić je nešto ranije 1937. utemeljio prvu partijsku organizaciju u Oroslavju.

## Jakovlje za Drugog svjetskog rata

### Jakovlje prvih godina rata
Već 1941. godine počela se okupljati antifašistička mladež iz Jakovlja koju su činili: Juraj Đunđek, Ivan Poturica, Franjo Poturica, Vid Coha, Ivan Coha, Ivan Svetec i Juraj Vodopija. To su bili glavni članovi buduće Jakovljanske partizanske udarne grupe.
Početkom 1942. u Jakovlje češće svraćaju Ivan Krkač, Marko Belinić, Pavle Žukina-Šumski i Milan Kuren-Gubec, koji uspjevaju da se pokret otpora probudi i rasplamsa, te bitno oslabi utjecaj kompromiserske politike mačekovaca.

### Prva akcija
Prva oružana akcija koju je poduzela Jakovljanska partizanska udarna grupa bila je likvidacija dvoje ustaških simpatizera iz sela u ožujku 1942., koji su ustaškim vlastima dojavljivali o propagandi koju su pripadnici Narodnooslobodilačkog pokreta vršili po selu i okolici. Zbog tog su već sljedeći dan uhićeni: Florijan Fijan, Alojz Bočina, Juraj Đunđek i Stjepan Vranešić. Nekoliko dana kasnije i njemačka vojska poduzela je iznenadnu raciju u Jakovlju. Jedan od članova Jakovljanske udarne grupe Ivan Coha htio je pobjeći, no prilikom bijega ranjen je u desnu ruku te uhićen.
Za vrijeme racije su uhvaćeni: Florijan Fijan, Ivan Poturica i Pavao Fijan. Čak su i članovi njihovih obitelji odvedeni u zatvor u Donju Stubicu, gdje su zlostavljani. Fijanovom su ocu čupali brkove, no unatoč tome nije dao tražene informacije o sinu i njegovim drugovima.
Nakon tog je došlo do pada aktivnosti antifašista, dvoje jakovljana Ivan Krkač i Franjo Kuhta otišli su u partizane, ostali su su se prividno primirili.
U prosincu 1942. u Jakovlju je utemeljena partijska ćelija SKJ, u koju su ušli: Vid Fijan (sekretar), Martin Brcko-Stari, Florijan Fijan, Martin Papa, Mato Papa i Josip Krkač. Veza sa zagrebačkim komunistima bio im je Josip Tucman sekretar zagrebačke organizacije SKJ.
U siječnju 1943. sklonila se u Jakovlju, kod Martina Brcko, prva partizanska grupa iz kraja, s njima iz sela odlaze Slavko Krkač i Dragutin Papa. 
U travnju 1943. u Žumberački partizanski odred odlaze: Stjepan Krkač, Ivan Kuhta, Vid Solenički, Stjepan Brcko, Pavao Piškor i Stjepan Đunđek.

### Jakovljanska partizanska udarna grupa
U to vrijeme je formirana udarna grupa sastavljena od jedanaest mladića: Ivan Poturica (zapovjednik), Franjo Poturica-Buncek, Marko Pučić, Stjepan Pučić, Pavao Papa, Mirko Papa, Franjo Buhina, Stjepan Fijan, Franjo Blaža Poturica, Gabro Brcko i Franjo Bužinec.
Zadatak ove grupe bio je tipično partizanski, kontrolirati teren, nanositi neprijatelju iznenadne udarce, i potom se brzo povući. 
Značajnije akcije koje su tad poduzeli bile su: paljenje općinskih arhiva u Bistri i Gornjoj Stubici, paljenje baraka pomoćnog uzletišta u Jablanovcu, napad na kamion ustaša, i niz sličnih gerilskih akcija. Osim toga radili su na prikupljali oružja i odijela za partizanske jedinice, te održavali veze s ostalim NOR-ovima po zagorskim kotarima: Klanjec, Sv. Ivan Zelina, Krapina itd.
Tijekom 1943. na području kotara Donja Stubica osnivani su brojni narodnooslobodilački odbori po selima, tako da je nastala situacija u kojoj je južniji dio kotara, od Bistre i Jakovlja preko Pile, Podgore i sela u Gornjoj Stubici sve do Bistričkog Laza bio poluoslobođeni teritorij. 
Uoči osnivanja Zagrebačkog odreda odlučeno je na partijskom savjetovanju održanom u Gornjoj Stubici u mjesecu kolovozu 1943., da dva člana partije iz Jakovlja skupe grupu mladeži i pridruže se odredu. Taj zadatak povjeren je Ivanu Poturici i Mati Papi, koji je odustao zbog bolesti. Ivan Poturica je s grupom od 24 jakovljanskih mladeži 10. listopada 1943. otišao u Zagrebački odred.
Povećana aktivnost partizana u jakovljanskom kraju dovela je do povećane represije ustaških vlasti. Tako je 11. rujna 1943. ubijen u kući Franje Gradičeka u Jakovlju član Okružnog komiteta drug »Škrba«, s njim je poginuo njegov pratioc zvan »Kamion«. 
Ustaše su 1. studenog 1943. poduzeli raciju na Jakovlje i strijeljali šest ljudi: Valenta Soleničkog, Pavla Soleničkog, Franju Đunđeka, Stjepana Bužinca, Franju Poturicu i Ivana Vodopiju. Na Staru godinu 1943. ustaške vlaste pohvatale su 46 mještana. Među njima bio je i Rok Poturica, otac Ivana Poturice. Rok Poturica, osuđen je na godinu dana u logoru Jasenovac, iz kojeg se nikad nije vratio.
Ujesen 1943. došli su u ovaj kraj prvi diverzanti, na čelu s Dragutinom Jambrekom iz Vrapča i Dalmatincem Stjepanom Mršićem. Oni su rušili pruge čak i u blizini Zagreba. Jakovljani su diverzante hranili, a njihove ranjenike previjali i sakrivali u svojim kućama.
U studenom 1943. Franjo Poturica-Buncek organizirao je, zajedno s Ivanom Puckom i Vidom Čizmekom, napade na kontingente sukna koje se iz tvornice u Oroslavju vozilo u Zagreb, sklanjao to sukno najprije kod seljaka, a onda ga prebacivao partizanima.
Zbog svega toga, već početkom 1944. endehaška vlast je na ovom području utemeljila jaka vojna uporišta. Neka od njih, Luka i Kupljenovo, bila su vrlo blizu Jakovlju, no to nije omelo Jakovljane, te su se borili i dalje.

### Jakovljanski omladinski bataljun
Početkom svibnja 1944. utemeljen je Omladinski bataljon, koji je stavljen pod zapovjedništvo Zapadne grupe Zagrebačkog odreda on je preuzeo čitavu organizaciju na mobilizaciji i prikupljanju materijala za partizanske odrede. Iz Zagrebačkog odreda je povučen Ivan Poturica i postavljen za sekretara partijske organizacije Omladinskog bataljuna, za zapovjednika bataljuna postavljen je Vlado Pozaić iz Poznanovca, a za komesara Drago Birač – Gavran. Jedna od njihovih prvih akcija bila je zasjeda kod rijeke Krapine na automobil s ustaškim časnicima i pratnjom (kamion s 37 vojnika). U toj akciji uspjeli su zarobiti jednog od časnika, ostali su ubijeni u borbi.
I partizanski odred imao je žrtava, poginula su trojica boraca; zamjenik komandira čete Pavao Piškor iz Jakovlja, Dragutin Brcko iz Oborova i Vlado Jeđut-Rus. Teško ranjeni Ivan Catela iz Vrapča iste je noći umro.
Događaj za pamćenje je spašavanje ilegalca iz Zagreba, Mate Trusića puškara, on je uspio iskočiti iz jurećeg kamiona (u kojem su ga vozili na pogubljenje) u Vrapču, nakon toga narod ga je uputio da se pokuša skloniti u Jakovlje. Tu je našao sigurno utočište u kući Martina Brcka-Starog, koji ga je potpuno iscrpljenog njegovao te se uspješno oporavio. Nakon toga je Mate Trusić otišao u partizane gdje je izgubio obje ruke.

### Ustaška odmazda 1944. tragedija Jakovlja
Na samu Staru godinu 30. prosinca 1944. ujuto, nahrupile su u Jakovlje ustaške jedinice od oko 2000 ljudi. Spalili su oko 300 kuća, opljačkali seljake, te odveli oko 500 grla stoke. U toj njihovoj akciji odmazde ubijeno je i pobacano u vatru 29 osoba, 2 osobe su kasnije umrle od rana zadobivenih u toj odmazdi. Dva mještana, Alojz i Lovro Zorko – obješena su na jednu voćku kod ceste Zagreb-Donja Stubica za utjerivanje straha ostalim seljacima.
No ni ta akcija nije pomogla endehaškim vlastima.
Narod je i nadalje u sve većem broju odlazio u partizane, domobrani su dezertirali i preko Sljemena se iz Zagreba prebacivali do Jakovlja, te preko Vida Fijana odlazili u partizane.